# Jason Lewis (Abenteurer)

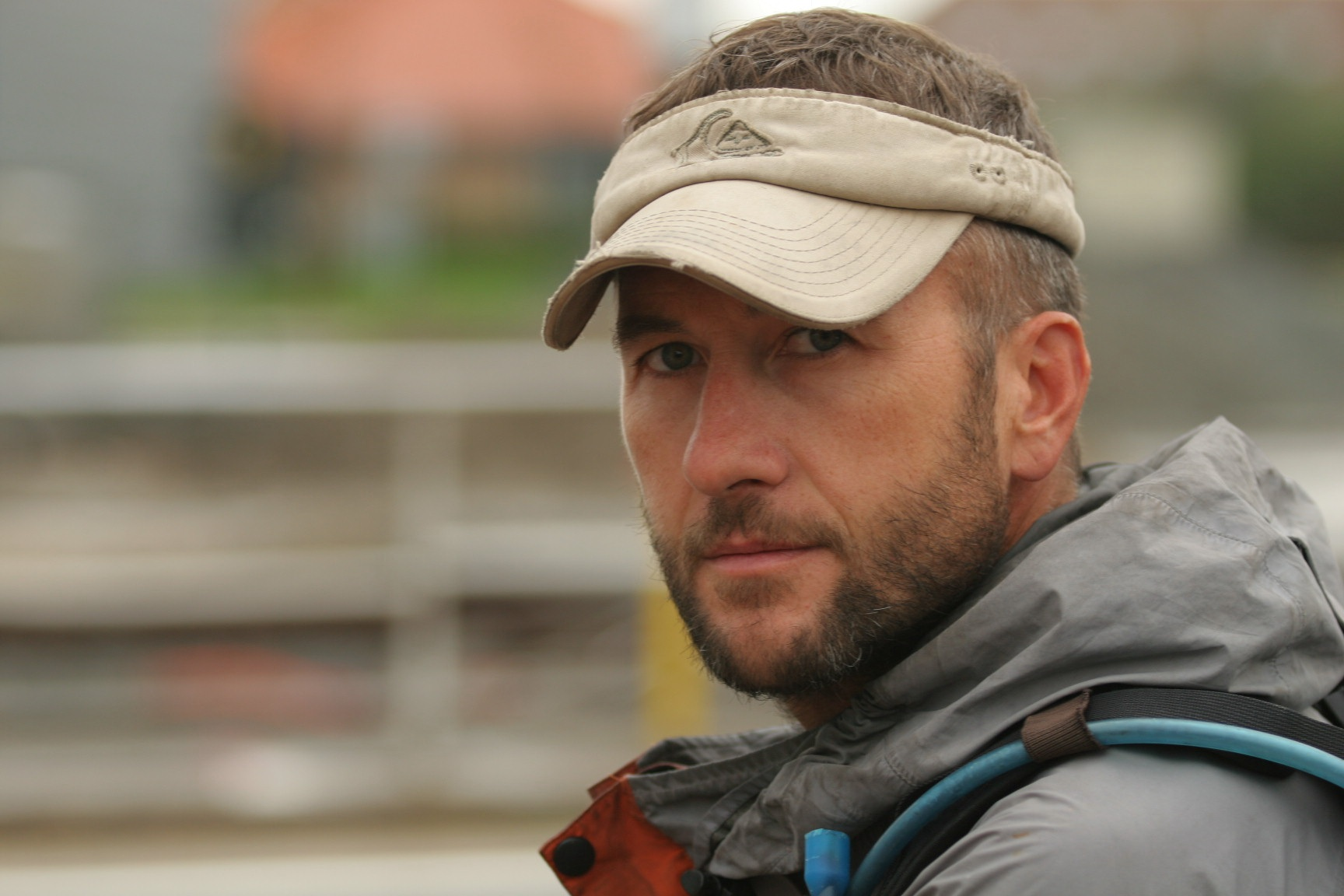
Jason Lewis

Jason Lewis (* 1967 in Catterick, Vereinigtes Königreich) hat als einer der ersten Menschen eine Weltumrundung mit Muskelkraft durchgeführt. Seine über 13 Jahre dauernde Weltumrundung beendete er im Oktober 2007.
Am 12. Juli 1994 startete er seine Mission Expedition 360 von Greenwich, London und hat ca. 74.842 Kilometer zurückgelegt als er seine Expedition nach 13 Jahren, am 6. Oktober 2007 beendete. Sein etwa acht Meter langes Boot Moksha (siehe auch Moksha) wurde mit Pedalantrieb angetrieben. Damit fuhr er durch den Ärmelkanal, den Atlantischen Ozean, den Pazifischen Ozean und den Indischen Ozean. Den Landweg legte er teilweise auf Rollschuhen, per Wanderung oder Mountainbike zurück. In Colorado wurde er von einem Auto angefahren und brach sich dabei beide Beine.
Lewis finanzierte sein Projekt zunächst selbst.
Nachdem er zum Beispiel erfolgreich den Atlantik überquert hatte, stellte er sein Boot drei Monate in einem Einkaufszentrum aus, sammelte Spenden und machte die Leute auf sein Projekt aufmerksam. Erst einige Zeit später konnte er auch Sponsoren für sein Unternehmen gewinnen.
Colin Angus hat bereits vorher die Welt per Muskelkraft umrundet, dabei allerdings nicht den Äquator überquert.